# Craig Chester
Craig Chester (ur. 8 listopada 1965 w West Covina) – amerykański aktor i scenarzysta. Także reżyser komedii romantycznej Adam i Steve (2005).
W latach dziewięćdziesiątych wsławił się występami w filmach niezależnych. Debiutował w roku 1992 główną rolą Nathana Leopolda Jr. w głośnym dramacie kryminalnym Swoon. Sam film nagrodzono podczas prestiżowego Festiwalu Filmowego w Sundance, rola Chestera z kolei zyskała pochwałę krytyki filmowej oraz była nominowana do Independent Spirit Award.
W 2003 roku napisał własną autobiografię zatytułowaną Why the Long Face?: The Adventures of a Truly Independent Actor. Jest jawnym gejem.

## Filmografia aktorska (wybór)
- 2005: Adam i Steve (Adam & Steve) jako Adam
- 1997: Kiss Me, Guido jako Terry
- 1996: I Shot Andy Warhol jako Fred Hughes
- 1992: Swoon jako Nathan Leopold Jr.